# Maurice de Vlaminck
Maurice de Vlaminck (ur. 4 kwietnia 1876, zm. 11 października 1958) – francuski malarz i grafik, tworzący m.in. w duchu fowizmu i kubizmu. Jeden z czołowych przedstawicieli fowizmu, malował pejzaże, martwe natury, kwiaty. Stosował jaskrawe, intensywne kolory, dynamiczne kompozycje o uproszczonej formie. Ok. 1908 r. odszedł do fowizmu i przez pewien czas zainteresował się kubizmem. Tworzył także drzeworyty, projektował dekoracje teatralne i tkaniny dekoracyjne (tapiserie).

## Życiorys
Maurice de Vlaminck urodził się w Paryżu, w rodzinie muzyków. Jego ojciec nauczył go grać na skrzypcach. Zaczął malować w jako nastolatek. W 1893 roku, studiował u malarza Henri Rigalon na Ile de Chatou. W 1894 roku poślubił Suzanne Berly. Punktem zwrotnym w jego życiu było spotkanie w pociągu do Paryża pod koniec jego służby w wojsku. Vlaminck, wtedy 23-letni, spotkał ambitnego artystę André Derain'a, z którym zaprzyjaźnił się na całe życie. Kiedy Vlaminck zakończył służbę wojskową w 1900 roku, wynajął studio razem z Derainem, który po roku poszedł do wojska. W 1902 i 1903 roku napisał kilka łagodnych powieści pornograficznych, zilustrowanych przez Deraina. Malował w ciągu dnia, a środki na utrzymanie zdobywał udzielając lekcji gry na skrzypcach i występując z zespołami muzycznymi w nocy.
W 1911 Vlaminck wyjechał do Londynu i malował nad Tamizą. W 1913 znowu malował z Derainem w Marsylii. Podczas I wojny światowej stacjonował w Paryżu i zaczął pisać poezję. Ostatecznie osiadł w północno-zachodnich przedmieściach Paryża. Poślubił swoją drugą żonę, Berthe Combes, z którą miał dwie córki. Od 1925 r. podróżował po Francji, ale kontynuował malowanie głównie wzdłuż Sekwany, niedaleko Paryża.
Vlaminck zmarł w Rueil-la-Gadelière w dniu 11 października 1958 roku.

## Ważniejsze prace
- Sur le Zinc, 1900 (Muzeum Calvet d'Avignon)
- Le Jardinier, 1904
- Le Village, 1904
- Maisons à Chatou, 1904 (The Art Institute of Chicago)
- Les Berges de la Seine a Chatou, 1904
- Le Pont de Chatou, 1905 (Musée de l’Annonciade, Saint-Tropez)
- Les Bateaux-Lavoirs, 1905
- Portrait du père Bouju, 1905 (Centre Georges Pompidou – Paryż)
- Portrait de Derain, 1905
- Le Remorqueur, 1905 (Musée la Kunsthalle – Hamburg)
- Rue à Marly-le-Roi, 1905–1906 (Centre Georges Pompidou)
- La Danseuse du Rat Mort, 1906
- Paysage au Bois Mort, 1906
- Maisons et Arbres, 1906
- Le Pont de Bezons, 1906
- Maison a Chatou, 1906
- Les Chataigners à Chatou, 1906 (Musée d'Art moderne de Troyes)
- Les Ecluses de Bougival, 1906
- La Partie de Campagne, 1906
- Maisons à Chatou avec Arbres Rouge, 1906 (Metropolitan Museum of Art, Nowy Jork)
- Les Arbres Rouges, 1906 (Centre Georges Pompidou, Paryż)
- Bougival, 1910 (Musée d'art modern du Centre Pompidou, Paryż)
- Un Voilier Sur La Seine, 1906
- Nu Couche, 1906
- Les coteaux de Rueil, 1906 (Centre Georges Pompidou – Paryż)
- La Seine à Chatou, 1906 (Metropolitan Museum of Art, Nowy Jork)
- Paysage près de Chatou, 1906 (Stedelijk Museum, Amsterdam)
- Route maraîchaire, 1907 (Kunstmuseum Winterthur, Szwajcaria)
- Portrait d'André Derain, 1906 (Metropolitan Museum of Art, Nowy Jork)
- Maison à Martigues, 1907
- Vue de Chatou, 1907
- Nature morte, 1907 (Musée de l'Annonciade, Saint-Tropez)
- La Seine à Poissy, 1908
- Nature morte au pichet, 1908, (Centre Georges Pompidou)
- La maison dans les Arbres, 1908, (Centre Georges Pompidou)
- Nature morte, 1910 (Musée d'Orsay)
- Le Cirque, 1910
- Restaurant de la Machine à Bougival, 1905 (Musée d'Orsay)
- Autoportrait, 1912 (kolekcja prywatna)
- Le Vieux Port de Marseilles, 1913 (National Gallery of Art of Washington)
- La Gare d'Auvers-Sur-Oise, (kolekcja dr. Roudinesco, Paryż)
- Paysage de neige, 1933
- Bouquet au soleil, 1920
- Interieur de cuisine, (Centre Georges Pompidou)
- Maison à l'auvent
- Chaumières, (Centre Georges Pompidou)
- Tempête de neige
- Interieur, (kolekcja prywatna)
- Paysage à Chatou, (Musée d'Art moderne de Troyes)
- Nature morte, (Nationalgalerie w Berlinie)
- Road Under Snow At Chandais, 1915 (Musee des Beaux-Arts, Hawr, Francja)
- Bord de rivière 1909–1910, (Centre Georges Pompidou)
- Le pont de Meulan, 1910, (Centre Georges Pompidou)
- Les Peupliers, 1910, (Centre Georges Pompidou)
- Portrait de Madame Lucie Kahnweiler, 1912, (Centre Georges Pompidou)